# Liste des phares de Lituanie
Cet article dresse la liste des phares de Lituanie. La Lituanie est située sur la côte sud-est de la mer Baltique. Les aides à la navigation du littoral sont gérées par l' Administration lituanienne de la sécurité maritime et par le Service des phares et de l'hydrographie du port de Klaipéda. Celles de la lagune de Courlande et du fleuve Niémen sont gérées par l' Inspection de la navigation intérieure.

## Phares de lamer Baltique

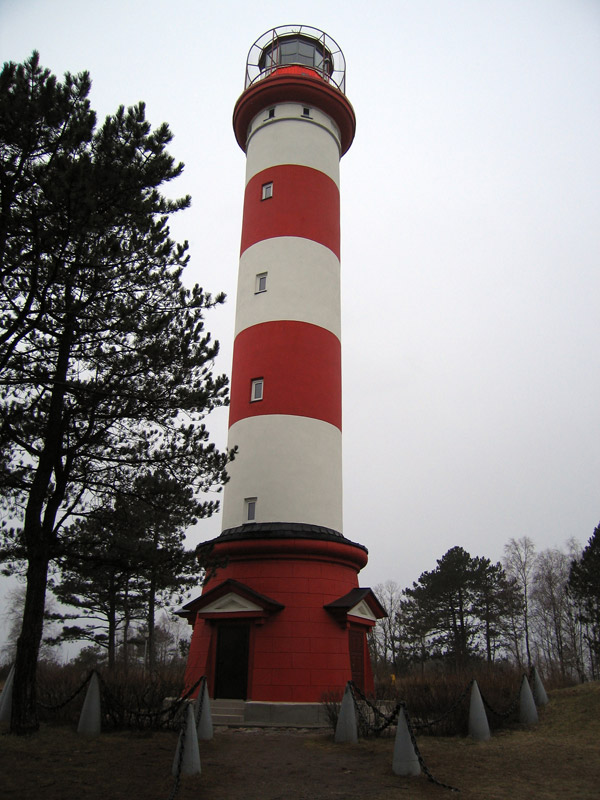
Phare de Nida

- Phare de Šventoji
- Phare de Juodkranté
- Phare de Klaipéda
- Phare de Nida

## Phares de lalagune de Courlande

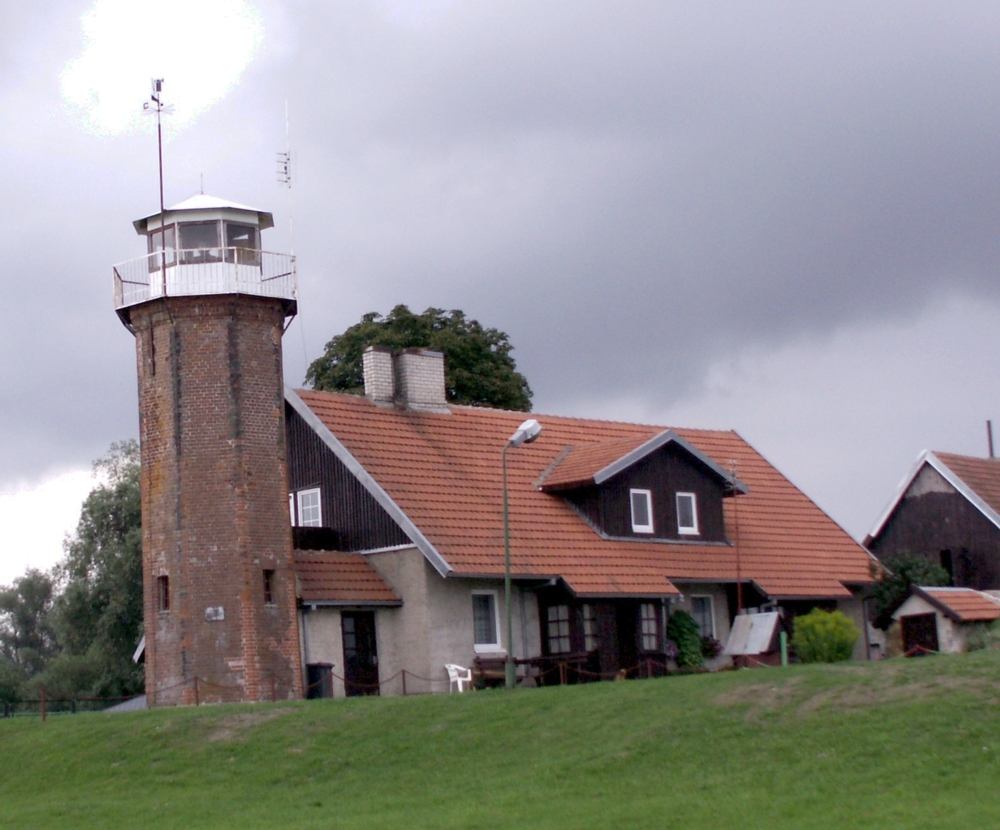
Phare d'Uostadvarios

- Phare de Pervalka
- Phare de Cape Ventė
- Phare d'Uostadvaris (Inactif)